# オエノーネ (小惑星)
オエノーネ (215 Oenone) は、小惑星帯に位置する典型的な小惑星の一つ。
1880年4月7日にロシアの天文学者、ヴィクトール・クノールによりベルリンで発見された。彼が発見した最初の小惑星である。
ギリシア神話に登場するニンフでパリスの最初の妻オイノネ（ラテン語読みはオエノーネ）にちなんで命名された。